# Anoreina
Anoreina – rodzaj chrząszczy z rodziny kózkowatych. 

## Zasięg występowania
Przedstawiciele tego rodzaju występują w Ameryce Południowej od Ekwadoru i Gujany Francuskiej na płn. po Boliwię i środkową Brazylię na płd.

## Systematyka
Do Anoreina zaliczanych jest 8 gatunków:
- Anoreina ayri
- Anoreina biannulata
- Anoreina helenae
- Anoreina hirsutifrons
- Anoreina nana
- Anoreina piara
- Anoreina roosevelti
- Anoreina triangularis.